# Lanxess Arena
Lanxess Arena (inițial Kölnarena) este o arenă acoperită din Köln, Renania de Nord-Westfalia, Germania. Este cunoscută ca fiind arena în care joacă meciurile de pe teren propriu echipa de hochei de gheață Kölner Haie, având o capacitate de 18.500 de locuri. Arena a fost inaugurată în 1998 și poate găzdui 20.000 de persoane pentru concerte. Este cea mai mare arenă de hochei pe gheață din afara Americii de Nord.
Este folosită în principal de Kölner Haie (hochei pe gheață), VfL Gummersbach (handbal), Köln RheinStars (baschet) și ca sală de concerte.
Arena este traversată de un arc de oțel care susține acoperișul prin cabluri de oțel. Înălțimea arcului este de 76 m, iar greutatea sa este de 480 de tone.
La 2 iunie 2008, s-a anunțat că Kölnarena va fi redenumită Lanxess Arena, pentru o perioadă de zece ani. Sponsorul, Lanxess AG, este un grup care realizează produse chimice de specialitate având sediul în Lanxess Tower din Deutz, Köln. Contractul a fost ulterior prelungit până în 2028.